# 靳明
靳明（3世纪—319年），十六国初期人物，匈奴族屠各部，靳准从弟。
汉赵皇帝刘粲即位，靳准专权，任命靳明为车骑将军。汉昌元年（318年），靳准叛乱自立，杀死刘粲，任命靳明为尚书令。部众内讧杀靳准，推举靳明为盟主。靳明被石勒击败，于是投降刘曜，靳明被杀。